# Памятник Константину Циолковскому (Рязань)
Памятник Константину Циолковскому в Рязани установлен в сквере на углу улицы Циолковского и Театральной площади в Советском районе города.

## Открытие и описание памятника
18 сентября 1982 года в Рязани вблизи драматического театра был открыт памятник К. Э. Циолковскому. Установка памятника была приурочена к 125-летию со дня рождения учёного и мыслителя. На открытии присутствовали гости: лётчики-космонавты СССР В. В. Аксёнов и Ю. В. Романенко, делегации из Москвы и из ПНР.
Является достаточно распространённым в советской монументальной скульптуре середины — второй половины XX века примером решённого в традициях реалистического академизма статуарного памятника. Авторы монумента: скульптор — член-корреспондент Академии художеств СССР, народный художник РСФСР, лауреат Государственной премии Олег Константинович Комов, архитектор — Нина Ивановна Комова.
Бронзовая фигура учёного в рост установлена на невысоком гранитном четырёхгранном ступенчатом постаменте. На фасаде накладными буквами выполнена простая надпись: «Константину Эдуардовичу Циолковскому». Свободная поза стоящей фигуры со скрещёнными на груди руками, лёгкий поворот приподнятой головы с устремлённым вверх взглядом создают ощущение сосредоточенного размышления и некоторой замкнутости. Свободно падающие складки плаща нарушают общую статичность фигуры. Для изготовления постамента, бордюрного камня и элементов примыкающей к памятнику площадки использовался серо-зелёный уральский гранит. Вокруг памятника расположена клумба, на которой в тёплое время года высаживаются декоративные невысокие цветы.
Памятник К. Э. Циолковскому сооружён на основании Распоряжения Совета министров РСФСР № 1093-р от 9.06.1979. Решение установить памятник в Рязани было принято в связи с тем, что в периоды 1860—1868 годов и в 1878—1881 годы семейство Циолковских проживало в этом городе. В 1860-е годы отец учёного, Эдуард Игнатьевич Циолковский, работал делопроизводителем Лесного отделения Рязанской палаты государственных имуществ, а возвращение в 1878 году было связано с его выходом на пенсию. В Рязани К. Э. Циолковский в 1879 году сдал экстерном экзамен на звание учителя народных училищ и в 1880 году получил извещение о назначении учителем арифметики и геометрии в Боровское городское училище.

## Бюст на малой родине учёного

Бюст К. Э. Циолковского в селе Ижевское Спасского района Рязанской области установлен в сквере Дома-музея Циолковского — филиала Рязанского историко-архитектурного музея-заповедника. Авторы — скульпторы А. П. Усаченко и П. М. Криворуцкий, архитектор — И. И. Сенченко. Материалы — бронза и гранит. На постаменте надпись: «Константин Эдуардович Циолковский». Открыт в день рождения учёного 17 сентября 1977 года. На церемонии открытия присутствовали гости из Москвы, Ленинграда и Калуги. Среди почётных гостей — лётчик-космонавт СССР Ю. Н. Глазков, родственники учёного.
Бюст сооружён на основании Распоряжения Совета министров РСФСР № 1760-р от 25.09.1974.